# Bartolomeo Campana di Sarano
Bartolomeo Campana di Sarano (Venezia, 26 giugno 1807 – Venezia, 24 febbraio 1887) è stato un politico italiano.
Fu senatore del Regno d'Italia nella XIV legislatura.